# Мохаммад Ищиак
Мохаммад Ищиак е бангладешки дипломат.

## Дипломатически път
- Магистърска степен и курсове за военни (вкл. в САЩ и Китай).
- Военен съветник на министър-председателя.
- 2010 – посланик за България